# Осада Темешвара (1849)
Осада Темешвара (венг. Temesvár ostroma) — одно из сражений во время войны за независимость Венгрии 1848—1849 годов. В течение 107 дней имперский гарнизон крепости Темешвар под командованием фельдмаршал-лейтенанта Георга Рукавины сопротивлялся попыткам венгерских революционных войск захватить её.
После начала войны во всем южном регионе Венгерского королевства только Арад и Темешвар остались в руках империи и стали центрами сопротивления. В апреле 1849 г. гарнизон крепости под командой фельдмаршал-лейтенанта Георга Рукавины насчитывал почти 9000 человек, из них 1000 конницы; имелось также 213 орудий разного калибра. Цитадель Темешвара имела три оборонительных пояса.
После успешной кампании в Трансильвании перед венгерским генералом Бемом стояла задача очистить Банат. Первой задачей кампании, начавшейся в апреле, должен был стать захват Темешвара. Бем решил поручить блокаду V корпусу генерала Кароя Вечея.
14 мая Карой Вечей начал подготовку к осаде. Своими войсками он занял окрестные населенные пункты, стремясь сжать кольцо блокады вокруг крепости. Одновременно начались земляные работы: 1200 человек днем и ночью копали осадные траншеи и строили огневые позиции.
В первой половине июня под Темешвар были доставлены осадные орудия, которые без промедления были установлены на заранее подготовленные позиции и сразу же, с 11 июня, начали обстрел крепости, который длился с небольшими перерывами неделю. На город упало почти 2000 бомб, и пострадали почти все здания. 16 июня генерал Вечей призвал защитников сдаться, но получил отказ. Стороны только договорились о выпуске из осаждённого города тысячи мирных жителей. 30 июня защитники провели неудачную вылазку на позиции осаждающих. 
С 1 июля, после сдачи гарнизона Арада, переброшенные оттуда венгерские войска стали усиливать осадный корпус, и в конце июня численность войск Вечея достигла 12 000 человек. Положение защитников крепости усложнялось с каждым днем: так в склад боеприпасов одного из бастионов попала бомба, и часть крепости была полностью разрушена изнутри и уничтожена пожаром. Еда заканчивалась; осаждающие перерезали акведук, ведущий к крепости, поэтому осажденным приходилось пить из крепостных колодцев, что повлекло за собой эпидемии и смертность среди солдат гарнизона.
На рассвете 5 июля защитники провели удачную вылазку, в результате которой 4 полевых орудия и 14 осадных орудий венгров были временно выведены из строя. 6 июля венгры ответили небывалой интенсивностью артиллерийского огня. 
11 июля защитники предприняли еще одну неудачную вылазку. В свою очередь 19 и 26 июля венгры безуспешно атаковали вражеский лагерь у вала. 
19 июля к осаждающим войскам прибыл венгерский руководитель Лайош Кошут, который пообещал больше пушек и попросил Кароя Вечея захватить крепость любой ценой. В результате проведенных мероприятий к концу июля крепость обстреливали 78 осадных и 30 полевых орудий. Так как стены остались целыми, штурма не последовало. 
В связи с тяжелым положением венгерских войск на главном театре военных действий Вечею было приказано отправить часть осадных орудий в Арад. Еще до того, как он это сделал, в ночь с 4 на 5 августа он попытался взять крепость штурмом, но и на этот раз неудачно. 
7 августа, когда генерал Вечей услышал о поражении венгерских войск под Сегедом, он начал снимать осадные орудия и отводить свои войска от крепости.
8 августа защитники крепости услышали артиллерийскую канонаду с северо-запада: происходило сражение при Темешваре, в котором австрийские войска под командованием Юлиуса Якоба фон Гайнау нанесли поражение венгерской армии Юзефа Бема, и вечером фельдцейхмейстер Гайнау лично прибыл к Темешвару, чтобы поприветствовать гарнизон, выдержавший 107-дневную осаду.
Боевые потери крепости были не очень велики: 161 убитым, в том числе 6 офицеров, 376 раненых, в том числе 13 офицеров, 27 пленных, в том числе 3 офицера, а также 213 лошадей, но тиф и холера убили 2000 человек, а после осады из остальных 2000 больных выжили лишь немногие. Георг Рукавина, комендант крепости, скончался 9 сентября.